# John Stewart (7e comte de Galloway)
Pour les articles homonymes, voir John Stewart et Stewart.
John Stewart,(13 mars 1736 - 13 novembre 1806) est un pair écossais, titré vicomte Garlies de 1747 à 1773, qui devient le 7e comte de Galloway en 1773 et est député de 1761 à 1773.

## Jeunesse
John Stewart est le fils aîné et le deuxième enfant d'Alexander Stewart (6e comte de Galloway) (vers 1694-1773) et de Catherine Cochrane, la plus jeune fille de John Cochrane, 4e comte de Dundonald. Sa sœur aînée, Susanna Stewart (en) (décédée en 1805), épouse Granville Leveson-Gower (1er marquis de Stafford). Ses autres frères et sœurs sont l'amiral Keith Stewart de Glasserton (1739 – 1795), Margaret Stewart (décédé en 1762), Charlotte Stewart (décédée en 1818) qui épouse John Murray (4e comte de Dunmore), Catherine Stewart (née à Londres vers 1750) et Harriet Stewart (décédée en 1788) qui épouse Archibald Hamilton (9e duc de Hamilton).
Il succède à son père Alexandre en 1773,.

## Carrière
Il est élu pair représentant la pairie écossaise à la Chambre des lords en 1774 et y siège jusqu'aux années 1790. De 1783 à sa mort, il est le lord de la chambre à coucher du roi George III.
Le comte, un conservateur, est la cible de deux poèmes hostiles de Robert Burns, Lamentation de John Bushby et Sur le comte de Galloway,.
Habitué des opéras, il est caricaturé par James Gillray dans An Old Encore at the Opera! de 1803 . En 1762, James Boswell écrit à son sujet qu'il a « une attitude empathique qui ne peut que dégoûter les personnes sensées et délicates ».
En plus d'être député, Lord Galloway est lord de police de 1768 à 1782, représentant des pairs de l'Écosse de 1774 à 1790, chevalier du chardon (1775) et lord de la chambre de 1784 à 1806.

## Vie privée

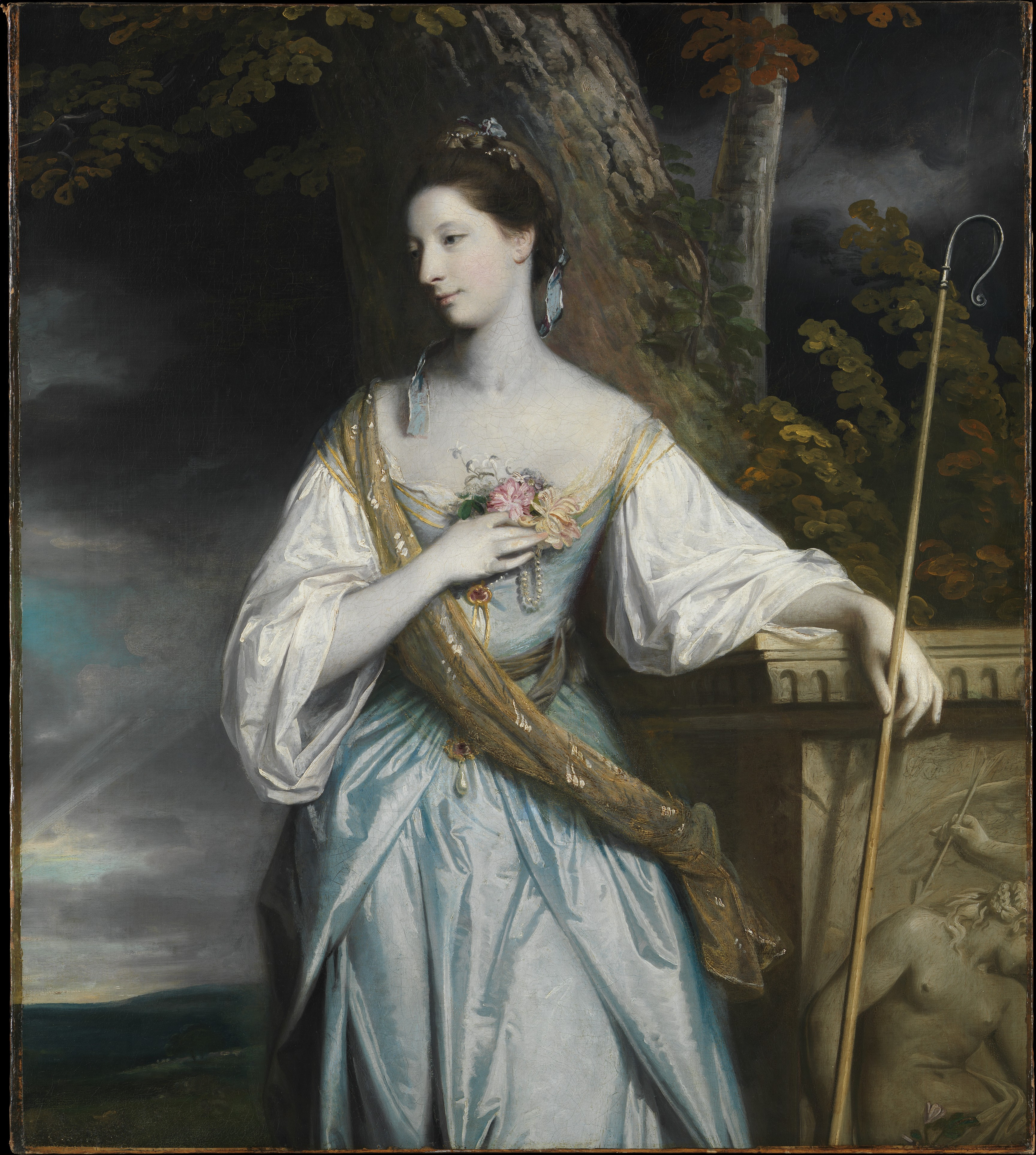
Portrait de sa seconde épouse, Anne Dashwood, réalisée par Sir Joshua Reynolds en 1764 au Metropolitan Museum of Art.

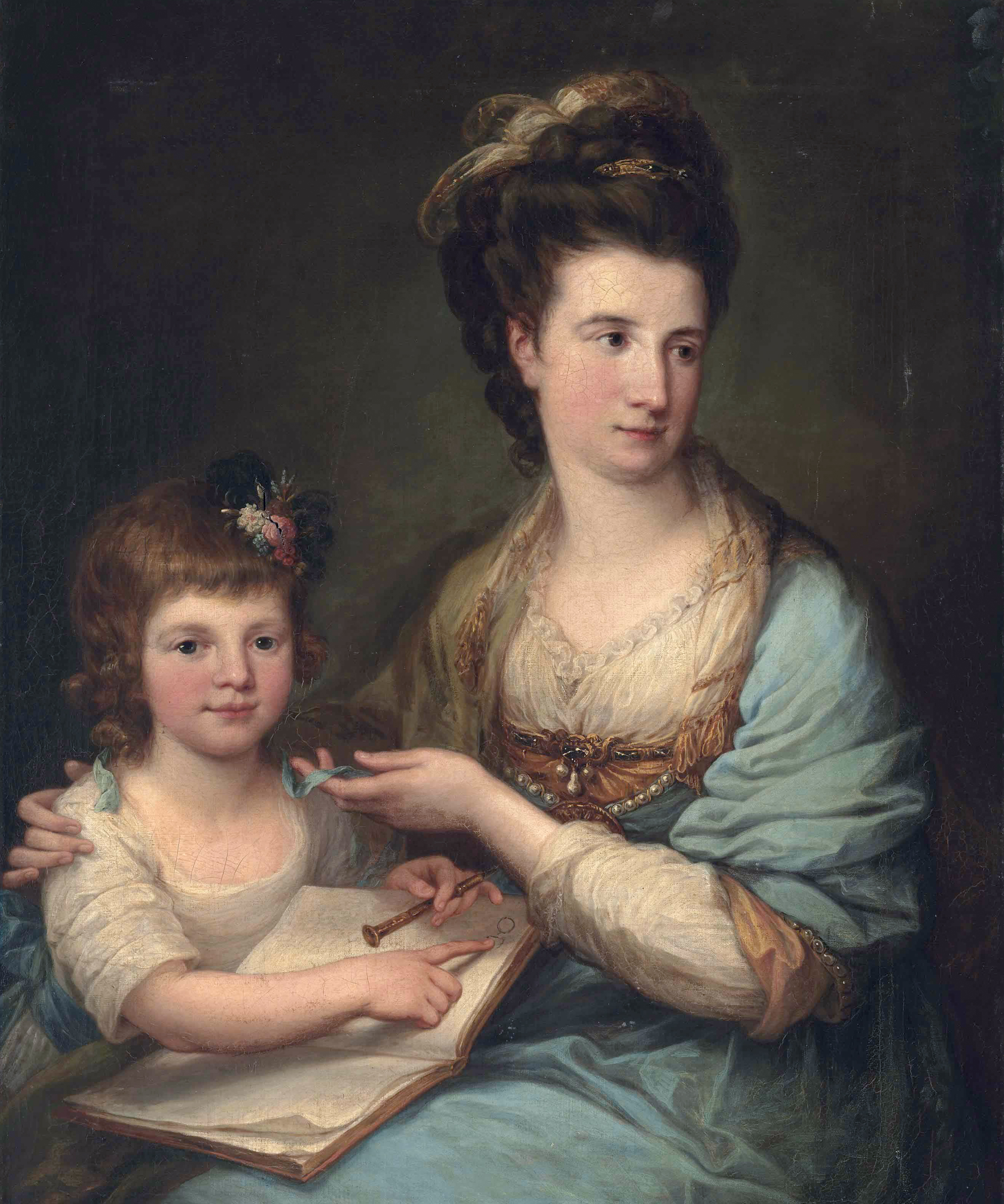
Anne Stewart, née Dashwood et sa fille Susan Stewart, future duchesse de Marlborough (1767-1841) (Angelica Kauffmann).

Le 14 août 1762, il épouse Charlotte Greville (décédée en 1763), fille de Francis Greville (1er comte de Warwick) (1719-1773). Ils ont deux fils, qui sont morts tous les deux en bas âge.
Après la mort de Charlotte, il épouse Anne Dashwood (1743-1830), fille de James Dashwood, 2e baronnet (1715-1779), le 13 juin 1764. Ils ont seize enfants :
- Catherine Stewart (1765-1836), mariée à Sir James Graham, 1er baronnet en 1781 ;
- Alexander Stewart (1766-1766) ;
- Susan Stewart (en) (1767-1841), mariée à George Spencer-Churchill (5e duc de Marlborough) en 1791 ;
- George Stewart (8e comte de Galloway) (1768-1834) ;
- Anne Harriet Stewart (1769-1850), qui épouse Spencer Chichester en 1795[9] ;
- Elizabeth Euphemia Stewart (1771–1855), qui épouse William Philips Inge en 1798 ;
- Leveson Keith Stewart (1772-1780) ;
- Georgiana Frances Stewart (1776-1804) ;
- William Stewart (1774-1827) ;
- Charles Stewart (1775-1837), évêque de Québec ;
- Charlotte Stewart (1777-1842), qui épouse Edward Crofton, 3e baronnet en 1801 ;
- Caroline Stewart (1778-1818), qui épouse George Rushout-Bowles en 1803 ; mère de George Rushout (3e baron Northwick)[10] ;
- Montgomery Granville John Stewart (1780-1860) ;
- Edward Richard Stewart (1782-1851)[11] ;
- James Henry Keith Stewart (1783-1836) ;
- Georgiana Charlotte Sophia Stewart (1785-1809), qui épouse le colonel William Bligh (1775-1845), fils de John Bligh (3e comte de Darnley), en 1806.

### Mécénat d'art
Le comte de Galloway est peint en miniature par Nathaniel Hone the Elder, ainsi qu'un portrait complet réalisé par Anton Raphael Mengs en 1758, alors qu'il est vicomte Garlies, qui se trouve actuellement au Musée d'Art du comté de Los Angeles.
Sa seconde épouse, Anne Dashwood, fait peindre un portrait par Joshua Reynolds en 1764, qui se trouve actuellement au Metropolitan Museum of Art de New York. Lady Galloway et sa fille Susan Stewart, qui deviendra plus tard la duchesse de Marlborough, ont également été peints par Angelica Kauffmann.